# Vitalijan
Vitalijan, papa od 30. srpnja 657. do 27. siječnja 672. godine.

## Životopis
Rođen je kao sin Anastazija u mjestu Segni u Laciju. Za razliku od svojih prethodnika Martina I. i Eugena I. zauzeo je pomirljiv stav prema bizantskom promonotelitskom caru Konstansu II. i patrijarhu Petru Konstantinopolskom. Kada je 668. Konstans došao u Rim, papa ga je svečano dočekao. Nakon Konstansovog ubojstva na Siciliji, Vitalijan je pružio podršku njegovom nasljedniku Konstantinu IV. u borbi protiv uzurpatora Mezezija. To je nastojao iskoristiti kako bi cara odvukao od monotelitstva prema kršćanskoj ortodoksiji, ali u tome nije imao potpunog uspjeha. 
Vjeruje se da su crkvene pjesme uz pratnju orgulja, od vremena papinstva svetog Vitalijana. Umro je 27. siječnja 672. god. Njegove relikvije počivaju u katedrali Osimo u Italiji. Proglašen je svetim, a spomendan mu se slavi 27. siječnja.